# Boontjes uitleenbibliotheek
Boontjes uitleenbibliotheek (Leesclub BU, Gent 1949) is een novelle van Louis Paul Boon.

## Geschiedenis
In het winterseizoen 1949-1950 van de Gentse leesclub Boekuil [BU] las Boon op 5 november 1949 deze novelle integraal voor. Daarop besloot de leesclub deze novelle te drukken en gaf deze uit onder de titel Uitleenbibliotheek. In 1947 was deze al voorgepubliceerd in het tijdschrift Front, in negen afleveringen tussen 6 april tot en met 1 juni 1947. Al vanaf 1945 waren daar nog weer delen van voorgepubliceerd in bijvoorbeeld Zondagspost.
Vanaf 1952 verscheen het enkele malen samen met de novelle Maagpijn (1946) in de reeks De Boekvink onder de titel Twee spoken, voor welke uitgave de tekst sterk was vernederlandst. Vanaf 1974 verscheen het in de bundel Menuet en andere verhalen. In Boons Verzameld werk zijn de oorspronkelijke versies uit Front opgenomen.